# Hudson Motor Car Company

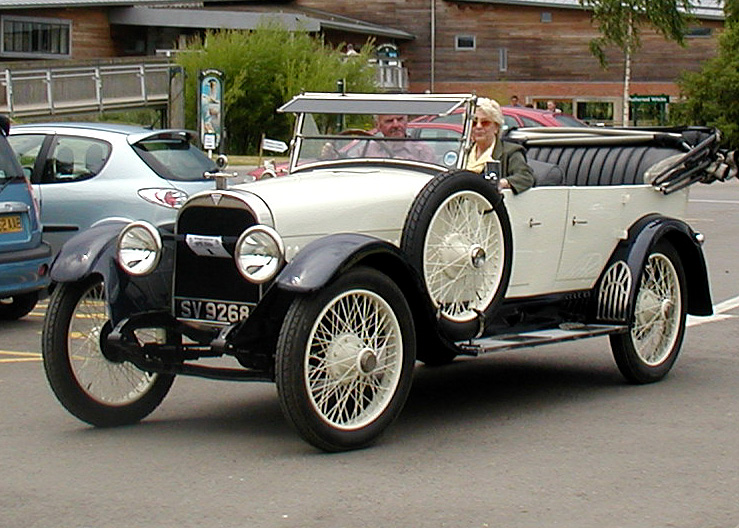
Hudson Super Six

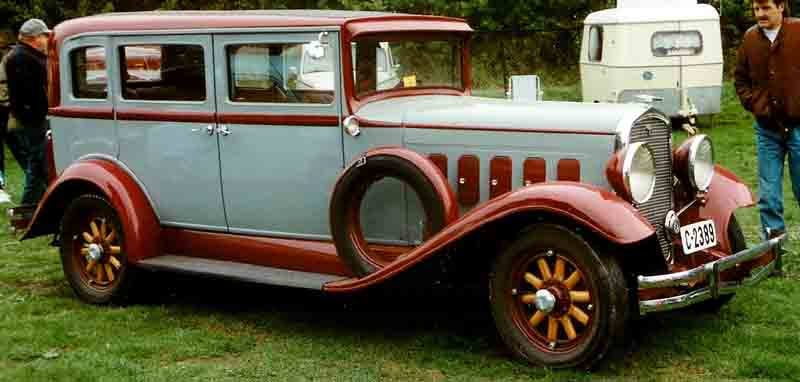
Hudson Greater Eight

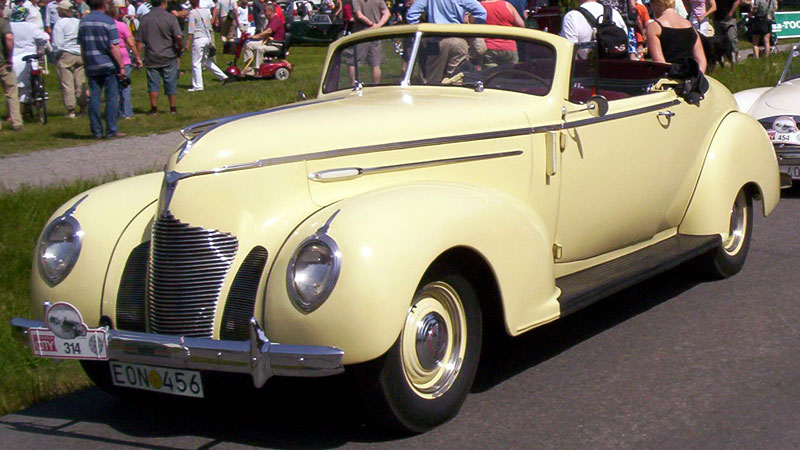
Hudson Country Club Six

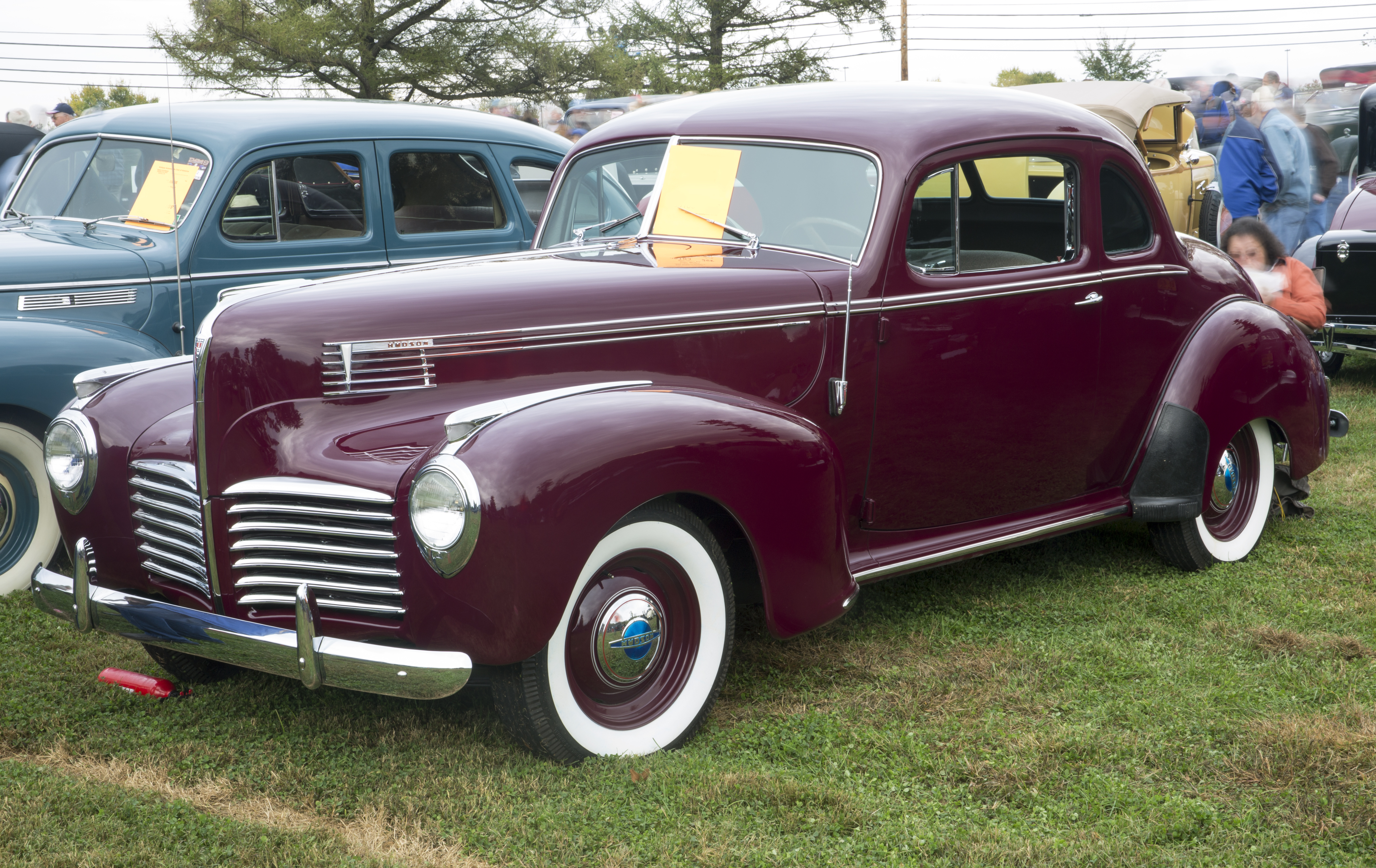
Hudson Super Six

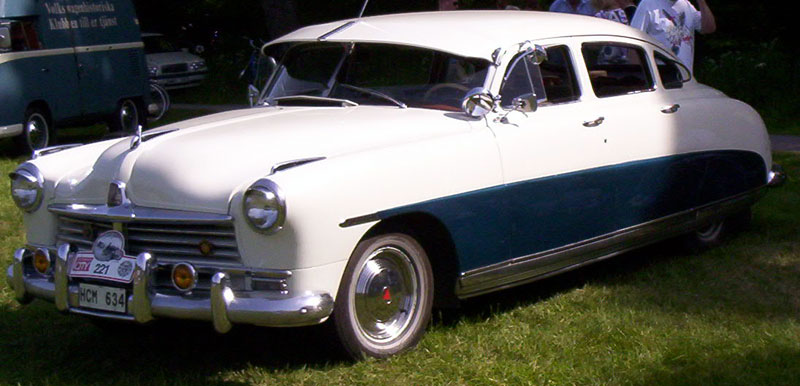
Hudson Commodore

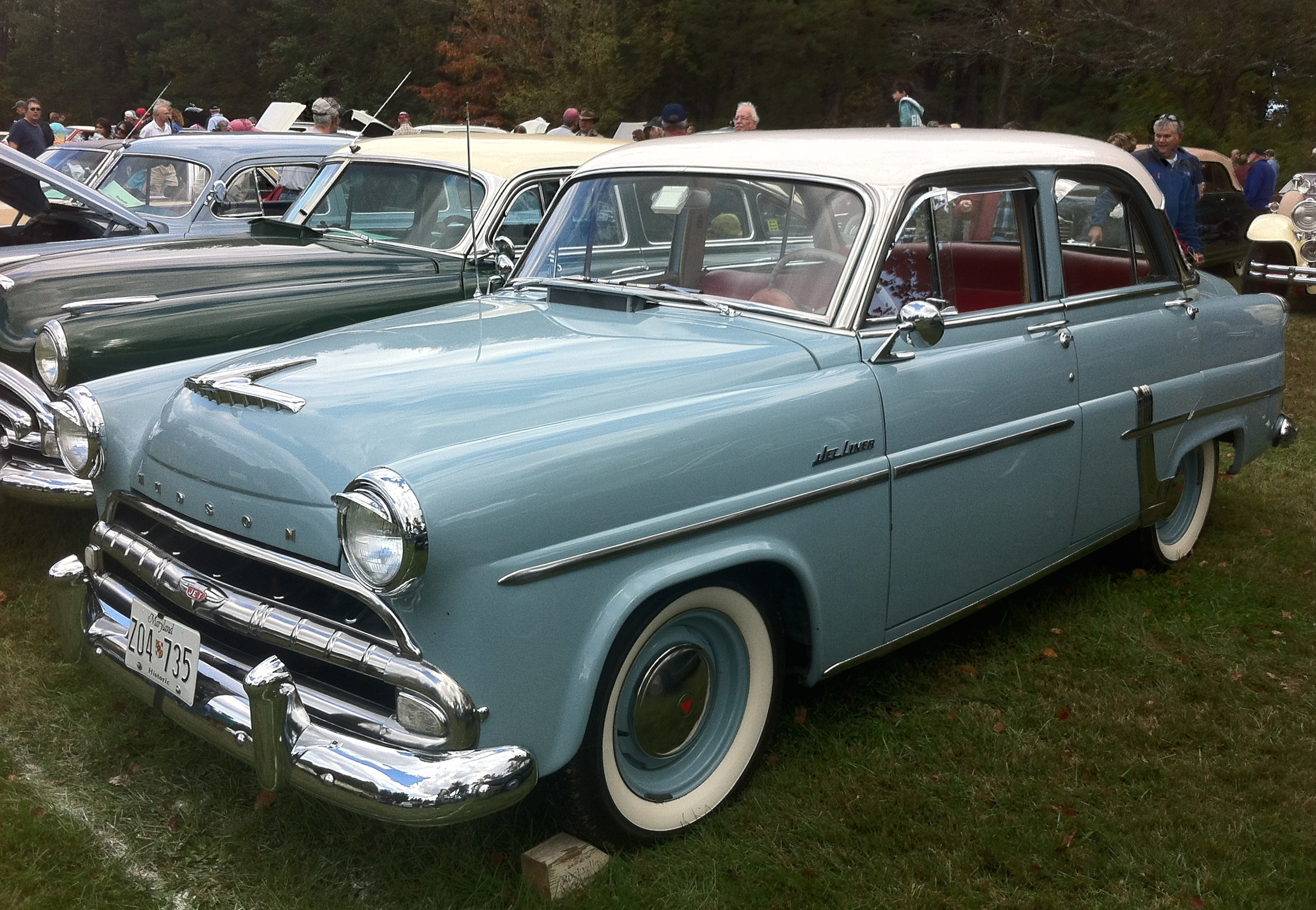
Hudson Jet

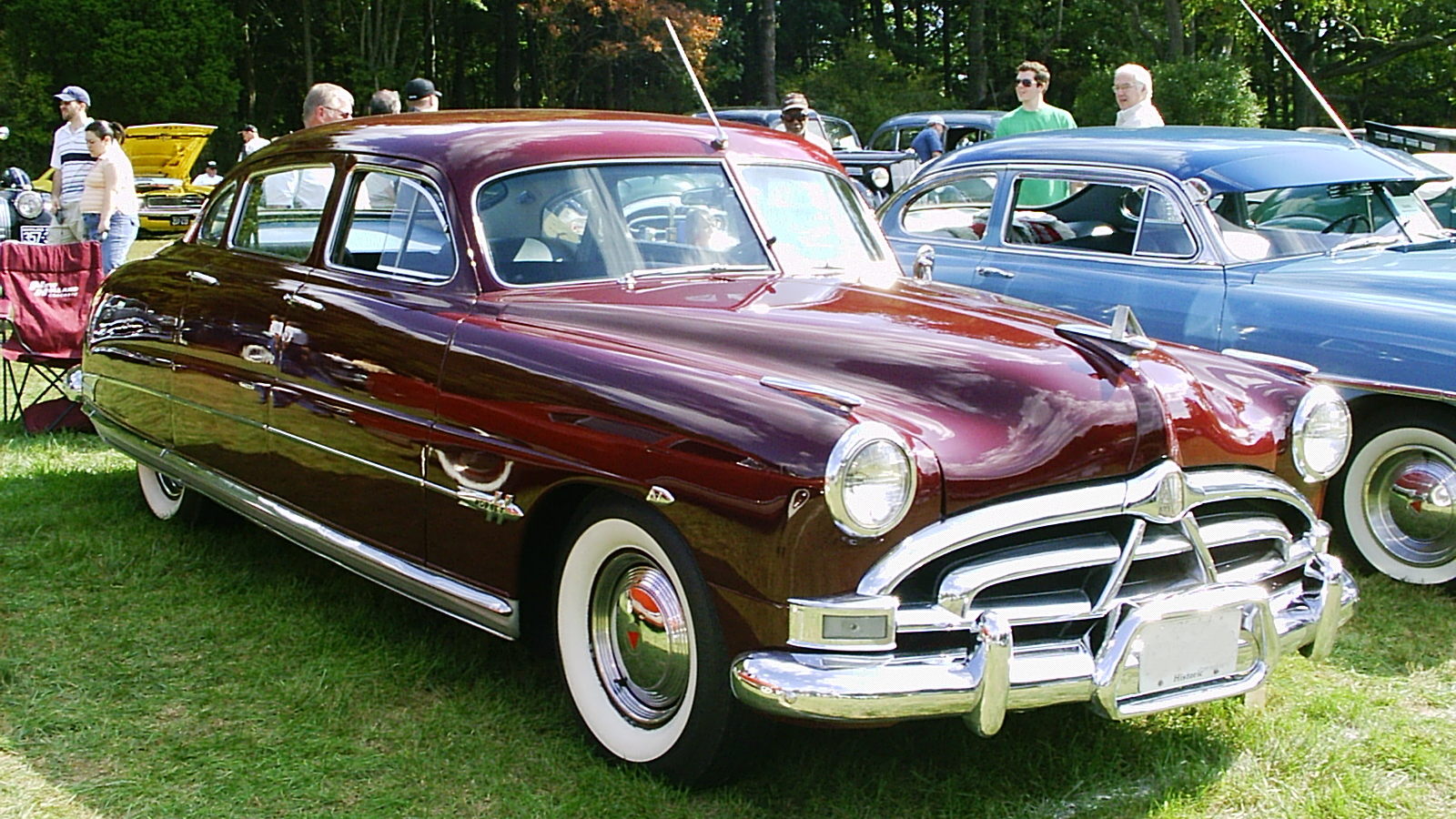
Hudson Hornet

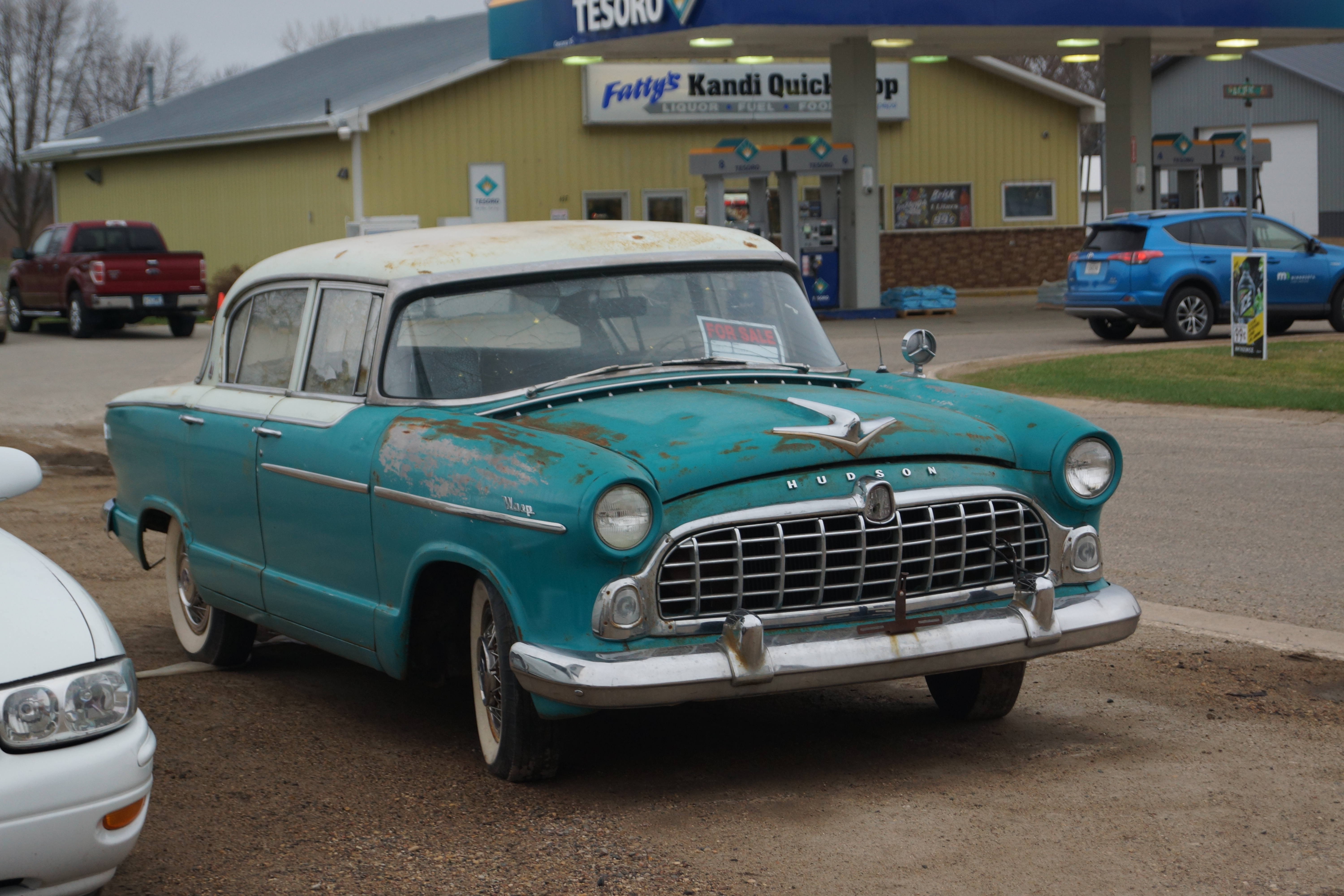
Hudson Wasp

Hudson Motor Car Company – amerykański producent samochodów osobowych i sportowych z siedzibą w Detroit działający w latach 1909–1954.

## Historia
Przedsiębiorstwo motoryzacyjne Hudson zostało założone w 1909 roku przez grupę ośmiu przedsiębiorców z Detroit. Nazwane zostało na cześć Josepha L. Hudsona, angielskiego przedsiębiorcy osiadłego w Stanach Zjednoczonych i prowadzącego tu sklep, który zapewnił finansowanie w początkowej fazie rozwoju i wyraził zgodę na posługiwanie się jego nazwiskiem.
W kolejnych latach działalności Hudson zajął pozycję na amerykańskim rynku samochodowym jako niszowy producent samochodów średniej wielkości, oferując konkurencyjne pojazdy wobec takich koncernów jak Ford, General Motors czy Chrysler.
W 1919 roku Hudson zdecydował się urozmaicić swoje modelowe portoflio o submarkę Essex, która zajęła się produkcją modelu oferowanego po prostu pod tą nazwą. W 1932 roku zdecydowano się wycofać ją z rynku na rzecz nowej submarki o nazwie Terraplane.
Produkcja modeli marki Hudson trwał nieprzerwanie do okresu II wojny światowej, kiedy to wzorem innych przedsiębiorstw motoryzacyjnych w Stanach Zjednoczonych wytwarzanie cywilnych samochodów osobowych zostało wstrzymane.
Sprzedaż nowych samochodów po wojnie, będących początkowo zmodernizowanymi modelami z 1942 roku, Hudson wznowił 5 lutego 1946 roku. W tym roku modelowym Hudson wyprodukował ponad 92 tysiące samochodów, zajmując 9. miejsce na rynku amerykańskim (4,20% udziału). Jego udział w rynku jednak następnie systematycznie spadał. Hudson był przy tym marką ze średniej wyższej półki cenowej, konkurując z takimi markami, jak Buick, Oldsmobile, DeSoto i Nash.
W grudniu 1947 roku Hudson zaprezentował pierwsze całkowicie nowe powojenne samochody 1948 rocznika, które wprowadziły nowoczesną konstrukcję samonośną i pontonową stylistykę, z gładkimi bokami, bez wystających błotników. Nadwozie to zostało nazwane Step-down i wyróżniało się niską sylwetką oraz szeroką wygodną kabiną, będąc wówczas najnowocześniej stylizowane na rynku amerykańskim. Po raz pierwszy produkcja przekroczyła w tym roku modelowym sto tysięcy sztuk (117 404). Nadwozia Step-down, poddawane modernizacjom w kolejnych latach, były używane w modelach Super, Commodore, Pacemaker, Hornet i Wasp i produkowane do 1954 roku bez zasadniczych zmian konstrukcji. W 1949 roku Hudson sprzedał rekordowe 162 224 samochody, lecz nie pozwoliło to na wyjście ponad 9. miejsce na rynku, a w kolejnych latach sprzedaż malała i już od 1950 roku jego udział w rynku spadł poniżej 2% (13. miejsce). Sytuacja poprawiła się jeszcze w 1951 roku, kiedy marka wypuściła model Hornet, produkując ogółem w tym roku prawie 132 tysiące samochodów, lecz już od 1952 roku produkcja spadła trwale poniżej stu tysięcy sztuk. Przedsiębiorstwo nie dysponowało wystarczającymi środkami, aby zastąpić produkowane samochody zupełnie nowym modelem, wzorem wielkich producentów, ograniczając się do liftingów. Sytuacji nie poprawiło wprowadzenie w 1953 roku mniejszego modelu nowej konstrukcji Jet, którego opracowanie pochłonęło znaczne środki, a nie mógł on konkurować cenowo z samochodami dużych koncernów.
Wysoką reputację marki Hudson na początku lat 50. potwierdzały sukcesy w sporcie samochodowym, dzięki wprowadzonemu w 1951 roku modelowi Hornet z mocnym sześciocylindrowym silnikiem. Już w sezonie 1951 zwyciężył on w 12 z 41 wyścigów serii NASCAR. Przez kolejne dwa lata Hornety zdominowały całkowicie wyścigi NASCAR, wygrywając w 27 zawodach z 34 w 1952, w 22 z 37 wyścigów w 1953 roku i jeszcze w 17 z 37 w 1954, ostatnim roku dużych sukcesów marki. Sukcesy sportowe jednak nie przekładały się na wyniki sprzedaży mogące zagrozić pozycji konkurencyjnych marek dużych koncernów, częściej wymieniających modele samochodów na całkowicie nowe.

### Fuzja z Nash-Kelvinator
Przełomowym momentem w dziejach Hudsona było rozpoczęcie rozmów z innym amerykańskim motoryzacyjnym przedsiębiorstwem Nash-Kelvinator w sprawie fuzji. Do połączenia doszło ostatecznie 1 maja 1954 roku, gdy utworzono koncern motoryzacyjny o nowej nazwie - American Motors Corporation.

### Koniec Hudsona
Dzieje marki Hudson po utworzeniu American Motors trwały jeszcze kolejne trzy lata. W celu oszczędności, w październiku 1954 roku zaprzestano produkcji samochodów w fabryce Hudsona w Detroit, a produkcję przeniesiono do zakładów Nash w Kenosha. Nowe modele Hudsona, począwszy od 1955 roku, były oparte konstrukcyjnie na samochodach Nash. W związku z rosnącą popularnością kompaktowego modelu Nash Rambler (który w latach 1955-1956 był sprzedawany także pod marką Hudson), koncern AMC zdecydował o utworzeniu Ramblera jako osobnej marki koncernu i likwidacji oddziałów oraz marek Hudson i Nash. 25 czerwca 1957 roku został zbudowany ostatni samochód Hudson, po czym marka została wycofana z użytku.

## Modele samochodów

### Historyczne
- Super Six (1916–1928)
- Greater Eight (1931–1932)
- Standard Eight (1934–1935)
- Terraplane (1932–1938)
- Custom Eight (1935–1938)
- Custom Six (1936–1938)
- 112 (1938–1939)
- Pacemaker (1938–1939)
- Country Club Six (1939–1940)
- Utility Coupe (1937–1942)
- Traveller Six (1940–1942)
- Super Eight (1947–1950)
- Super Six (1940–1951)
- Commodore (1941–1952)
- Pacemaker (1950–1952)
- Italia (1953–1954)
- Jet (1953–1954)
- Wasp (1951–1956)
- Hornet (1951–1957)
- Rambler (1955–1956)